# Rumänska supercupen i fotboll 2009
Rumänska supercupen i fotboll 2009 var 11:e upplagan av tävlingen. Matchen spelades i Bukarest på Stadionul Giuleşti-Valentin Stănescu den 26 juli 2009, mellan Liga I-titelförsvararen, FC Unirea Urziceni och cupmästaren, CFR Cluj. CFR Cluj vann på straffar och blevförsta klubb utanför Bukarest att vinna turneringen sedan den återskapades 1994. Trofén överlämnades av Răzvan Lucescu, tränare för Rumäniens herrlandslag i fotboll.

## Matchdetaljer
|            | 26 juli 2009 | Unirea Urziceni                          | 1 – 1 (e fl)               | CFR Cluj                            | Stadionul Giuleşti-Valentin Stănescu, Bucharest   |                                                   |
| 21:00 EEST | 21:00 EEST   | Frunză 50′                               | (Matchrapport)             | Cadú 41′                            | Publik: 2 500 Domare: Georgian Ionescu (Rumänien) | Publik: 2 500 Domare: Georgian Ionescu (Rumänien) |
| 21:00 EEST | 21:00 EEST   |                                          |                            |                                     | Publik: 2 500 Domare: Georgian Ionescu (Rumänien) | Publik: 2 500 Domare: Georgian Ionescu (Rumänien) |
| 21:00 EEST | 21:00 EEST   | Pădureţu Rusescu Frunză Bilaşco Bordeanu | Straffsparksläggning 2 – 3 | Alcântara Dubarbier Culio Dani Cadú | Publik: 2 500 Domare: Georgian Ionescu (Rumänien) | Publik: 2 500 Domare: Georgian Ionescu (Rumänien) |

| Unirea Urziceni | CFR Cluj |

| UNIREA URZICENI: |    |                    |      |      |
|                  |    |                    |      |      |
| MV               | 77 | Cătălin Grigore    |      |      |
| F                | 24 | Vasile Maftei      | 16'  | 100′ |
| F                | 6  | George Galamaz (c) |      |      |
| F                | 22 | Bruno Fernandes    |      |      |
| F                | 23 | Valeriu Bordeanu   |      |      |
| MF               | 32 | Iulian Apostol     | 90'  |      |
| MF               | 8  | Sorin Paraschiv    | 3'   | 81′  |
| F                | 19 | Pablo Brandán      |      | 62′  |
| MF               | 30 | Sorin Frunză       |      |      |
| A                | 7  | Marius Bilaşco     | 10'  |      |
| A                | 14 | Raul Rusescu       |      |      |
| Avbytare:        |    |                    |      |      |
| MV               | 12 | Daniel Tudor       |      |      |
| F                | 3  | Ricardo Gomes      |      | 81′  |
| F                | 4  | Ersin Mehmedović   |      |      |
| A                | 11 | Marius Onofraş     |      |      |
| A                | 15 | Cristian Dănălache |      |      |
| F                | 16 | Epaminonda Nicu    |      | 100′ |
| MF               | 25 | Răzvan Pădureţu    | 113' | 62′  |
| Tränare:         |    |                    |      |      |
| Dan Petrescu     |    |                    |      |      |

| CFR CLUJ: |    |                     |             |     |
|           |    |                     |             |     |
| MV        | 1  | Nuno Claro          |             |     |
| HB        | 2  | Tony                |             |     |
| MB        | 20 | Cadú (c)            |             |     |
| MB        | 15 | Hugo Alcântara      |             |     |
| VB        | 4  | Cristian Panin      |             |     |
| DM        | 31 | Dani                |             |     |
| CM        | 19 | Emmanuel Culio      | 55'         |     |
| CM        | 8  | Sixto Peralta       | 3'          | 68′ |
| VM        | 77 | Ciprian Deac        | 45+1', 115' |     |
| CA        | 99 | Diego Ruiz          |             | 81′ |
| HM        | 23 | Bogdan Mara         | 32'         | 68′ |
| Avbytare: |    |                     |             |     |
| MV        | 44 | Eduard Stăncioiu    |             |     |
| MB        | 6  | Gabriel Mureşan     |             |     |
| CM        | 7  | Sebastián Dubarbier |             | 68′ |
| CA        | 9  | Lacina Traoré       |             |     |
| OM        | 10 | Eugen Trică         | 72'         | 68′ |
| CA        | 17 | Yssouf Koné         |             | 81′ |
| CM        | 25 | André Leão          |             |     |
| Tränare:  |    |                     |             |     |
| Toni      |    |                     |             |     |

| Domare - Assisterande domare: - Cristian Nica - Aurel Oniţa - Fjärdedomare: - Andrei Chivulete Matchens bästa spelare - Sorin Frunză | Matchregler - 90 minuter. - 30 minuters förlängning (15 minuter + 15 minuter) - Straffsparkar vid oavgjort även efter förlängning. - Sju namngivna avbytare - Max tre byten. |

### Fotnoter
1. ↑  ”Supercupa României, Unirea Urziceni-CFR Cluj, se dispută în Giuleşti!” (på rumänska). Gazeta Sporturilor. 13 juli 2009. http://www.gsp.ro/fotbal/liga-1/supercupa-romaniei-unirea-urziceni-cfr-cluj-se-disputa-in-giulesti-146737.html. Läst 13 juli 2009.